# الدين العام الأمريكي
الدين العام الأمريكي هو مجموع الدين العام المقرر على الحكومة الاتحادية وهو جملة سندات الضمان المملوكة لأطراف خارج الولايات المتحدة إلى جانب سندات الضمان التي تصدرها وزارة الخزانة الأمريكية والمملوكة لأطراف داخل الولايات المتحدة. ولا يشمل هذا الدين سندات الضمان التي تصدرها الحكومات المحلية وحكومات الولايات.

## مقدار الدين العام الأمريكي
قد فاق الدين العام للولايات المتحدة الأمريكية حسب أرقام يوليو 2011 حاجز 20 ترليون دولار أمريكي وهو ما يناهز 98٪ من الناتج المحلي الإجمالي. يبلغ نصيب الجهات الخارجية من هذا الدين 9.7 ترليون دولار أمريكي أما الباقي ومقداره 4.6 ترليون دولار فهو لأطراف داخل الولايات المتحدة كحكومات الولايات أو الحكومة الاتحادية. ومما يمثله هذا الرقم أن كل مواطن أمريكي مدين بزهاء 46 ألف دولار أمريكي منها 30 ألف دولار أمريكي من نصيب دول العالم. أما حين يقسم الدين العام الأمريكي على عدد دافعي الضرائب الأمريكان فهذا يعني أن حصة كل واحد منهم هي قرابة 129 ألف دولار أمريكي. ووفقا للوتيرة الحالية فإن هذا المبلغ يزداد 3.85 مليار دولار يوميا. وتتيح وزارة الخزانة الأمريكية للراغبين الفرصة للمساهمة في تقليص الدين الأمريكي العام عبر التبرع على موقع الوزارة أو بإرسال الشيكات إلى عنوان الوزارة بواسطة البريد. وقد حدا هذا التدهور في أرقام الاقتصاد الأمريكي مؤسسة موديز للتحليلات المالية إلى إنذار الولايات المتحدة من خفض وشيك في درجة الملاءة ما سيكبدها سعر فائدة أعلى من ذي قبل حين تضطر إلى الاستدانة وكذلك فعلت مؤسسة ستاندرد آند بورز. وتواجه الولايات المتحدة تحدي إعلان إفلاسها في الثاني من أغسطس 2011 وتدهور قيمة الدولار الأمريكي إذا لم تتمكن إدارة الرئيس باراك أوباما رفع سقف الدين العام الذي يخولها الاستدانة لإعادة ترتيب عمليات السداد. وفي حال عجزت إدارة أوباما عن إقناع الكونغرس الأمريكي برفع سقف الدين العام فإن أمريكا ستعلن إفلاسها للمرة الأولى في التاريخ. وسوف تتكبد الدول التي تملك السندات الأمريكية الخسارة الأفدح وأولها الصين تليها اليابان ثم بريطانيا.
في 31 يوليو 2024 أعلنت وزارة الخزانة الأميركية تجاوز الدين الوطني الإجمالي للولايات المتحدة 35 تريليون دولار للمرة الأولى، مشيرة إلى أن العجز يتزايد بصورة أسرع مما توقعه عديد من الاقتصاديين، إذ تجاوزت كلفة البرامج الفيدرالية التي سُنت في الأعوام الأخيرة التقديرات الأولية.

## طالع
- أرقام الاقتصاد الأمريكي محدثة فوريا.
- مؤشر الدين العام الأمريكي.

## إحالات
1. ↑  The Debt to the Penny and Who Holds It. نسخة محفوظة 18 أبريل 2011 على موقع واي باك مشين.
2. ↑  U.S. NATIONAL DEBT CLOCK. نسخة محفوظة 05 مارس 2016 على موقع واي باك مشين.
3. ↑  موديز تفكر في خفض التصنيف الائتماني للولايات المتحدة.
4. ↑  «ستاندارد أند بورز» تحذر من خفض التصنيف الائتماني لأميركا. نسخة محفوظة 18 يوليو 2011 على موقع واي باك مشين. [وصلة مكسورة]
5. ↑  لعدم الاتفاق على رفع سقف الاستدانة..أميركا مهددة بالإفلاس. نسخة محفوظة 04 يناير 2012 على موقع واي باك مشين. [وصلة مكسورة]
6. ↑  إفلاس أمريكا.. هل يعنى نهاية العالم "اقتصاديا" ؟!. نسخة محفوظة 21 أكتوبر 2013 على موقع واي باك مشين.
7. ↑  "الدين الأميركي يتجاوز 35 تريليون دولار للمرة الأولى". اندبندنت عربية. 31 يوليو 2024. مؤرشف من الأصل في 2024-07-31. اطلع عليه بتاريخ 2024-07-31.
8. ↑  "إنفوغراف: الدين العام الأميركي يرتفع إلى 35 تريليون دولار". Asharq News. 31 يوليو 2024. مؤرشف من الأصل في 2024-07-31. اطلع عليه بتاريخ 2024-07-31.